# Kjersti Buaas
Kjersti Østgaard Buaas (Trondheim, 5 januari 1981) is een Noorse snowboardster die is gespecialiseerd in de onderdelen halfpipe, slopestyle en de big air. Ze vertegenwoordigde haar vaderland op vier opeenvolgende edities van de Olympische Winterspelen; Salt Lake City 2002, Turijn 2006, Vancouver 2010 en Sotsji 2014.

## Carrière
Bij haar wereldbekerdebuut, in november 2000 in Tignes, scoorde Buaas direct haar eerste wereldbekerpunten. Op de FIS wereldkampioenschappen snowboarden 2001 in Madonna di Campiglio eindigde de Noorse als veertiende in de halfpipe. In maart 2001 stond ze in Ruka voor de eerste maal in haar carrière op het podium van een wereldbekerwedstrijd. Op 7 september 2001 boekte Buaas in Valle Nevado haar eerste wereldbekerzege. Tijdens de Olympische Winterspelen van 2002 in Salt Lake City eindigde de Noorse als vierde in de halfpipe.
In Whistler nam ze deel aan de FIS wereldkampioenschappen snowboarden 2005. Op dit toernooi eindigde ze als veertiende in de halfpipe. Tijdens de Olympische Winterspelen van 2006 in Turijn veroverde Buaas de bronzen medaille in de halfpipe.
Op de FIS wereldkampioenschappen snowboarden 2007 in Arosa eindigde de Noorse als 29e in de halfpipe. In Vancouver nam ze deel aan de Olympische Winterspelen van 2010. Op dit toernooi eindigde ze als 22e in de halfpipe.
Op de Winter X Games XVI in Aspen sleepte Buaas de bronzen medaille in de wacht op het onderdeel slopestyle. In het seizoen 2012/2013 legde de Noorse beslag op de wereldbeker op het onderdeel slopestyle. Tijdens de Olympische Winterspelen van 2014 in Sotsji eindigde ze als 22e op het onderdeel slopestyle.

## Resultaten

### Olympische Winterspelen
| Jaar | Plaats         | Resultaten     |
| ---- | -------------- | -------------- |
| 2002 | Salt Lake City | 4e Halfpipe    |
| 2006 | Turijn         | Halfpipe       |
| 2010 | Vancouver      | 22e Halfpipe   |
| 2014 | Sotsji         | 22e Slopestyle |

### Wereldkampioenschappen
| Jaar | Plaats               | Resultaten   |
| ---- | -------------------- | ------------ |
| 2001 | Madonna di Campiglio | 14e Halfpipe |
| 2005 | Whistler             | 14e Halfpipe |
| 2007 | Arosa                | 29e Halfpipe |

### Wereldbeker
Eindklasseringen
| Seizoen   | Algm | HP  | BA | SS   |
| --------- | ---- | --- | -- | ---- |
| 2000/2001 | 47e  | 16e | –  | –    |
| 2001/2002 | –    | 22e | –  | –    |
| 2002/2003 | –    | 20e | –  | –    |
| 2003/2004 | –    | 17e | –  | –    |
| 2004/2005 | –    | 27e | –  | –    |
| 2005/2006 | 57e  | 20e | –  | –    |
| 2006/2007 | 130e | 53e | –  | –    |
| 2007/2008 | 63e  | 22e | –  | –    |
| 2008/2009 | 26e  | 5e  | –  | –    |
| 2012/2013 | 8e   | –   | –  | Goud |
| 2013/2014 | 84e  | –   | –  | 46e  |
| 2014/2015 | 39e  | –   | –  | 19e  |

Wereldbekerzeges
| Datum            | Plaats       | Onderdeel |
| ---------------- | ------------ | --------- |
| 7 september 2001 | Valle Nevado | Halfpipe  |
| 7 december 2002  | Tandadalen   | Halfpipe  |
| 2 november 2007  | Saas-Fee     | Halfpipe  |
| 14 maart 2009    | La Molina    | Halfpipe  |